# You've passed / Where you'll find me now
You've passed / Where you'll find me now is een single van de Amerikaanse indierockgroep Neutral Milk Hotel uit 2011.

## Achtergrond
De single bevat oude opnames van twee nummers die in 1996 verschenen op het studioalbum On Avery Island. De nummers zijn in oktober-december 1994 door Jeff Mangum opgenomen in het huis van zijn vader te Ruston (Louisiana).
De single is slechts verkrijgbaar als onderdeel van de Neutral Milk Hotel vinyl boxset. Tijdens de reünietournee van 2013-2015 werd de single ook apart verkocht.

## Nummers
Alle muziek en teksten zijn geschreven door Jeff Mangum. 
| Nr. | Titel         | Duur |
| --- | ------------- | ---- |
| 1.  | You've passed | 4:26 |

| Nr. | Titel                    | Duur |
| --- | ------------------------ | ---- |
| 2.  | Where you'll find me now | 4:39 |

## Bezetting[1]
- Jeff Mangum – gitaar, drumstel, orgel, stem
- Robert Schneider – remix
- Craig Morris – geluidstechniek